# Jachaleria
Jachaleria era um dicinodonte herbívoro que viveu no Triássico Superior no Carniano, aproximadamente a 220 milhões de anos. Jachaleria, é um dos últimos representantes dos dicinodontes em todo o mundo, ocorrendo na Argentina e no Brasil. Era uma forma sem dentes, tal como Stahleckeria, mas de porte semelhante a Dinodontosaurus.

## Espécies
- Jachaleria candelariensis[1] é encontrado  próximo a cidade de Candelária, no Rio Grande do Sul no Brasil. Media aproximadamente 3 metros e pesava 300 kg. Durante toda a parte inicial do Triássico Superior os dicinodontes estiveram ausentes e os rincossauros foram os herbívoros dominantes. No final do Carniano, entretanto, os rincossauros se extinguem e reaparecem os registros de dicinodontes. Ocorre na Formação Caturrita.

- Jachaleria colorata[2] é encontrado na Argentina, na Formação Los Colorados. É muito semelhante ao Jachaleria candelariensis.